# 罗勒烯
罗勒烯（Ocimene），一种无环单萜类，有 α、cis-β 和 trans-β 型三种。α 型即 3,7-二甲基-1,3,7-辛三烯。 β 型（右图）即3,7-二甲基-1,3,6-辛三烯。

## 性质
最早从罗勒油分离得到，也存在于薰衣草油、龙蒿油等精油中。与月桂烯成同分异构。 罗勒烯用钠和醇还原可产生二氢月桂烯。加热时则异构化为别罗勒烯。
无色液体，溶于乙醇、乙醚等有机溶剂。

## 制取
工业上由α-蒎烯瞬时裂解制得。

## 应用
用于生产香料罗勒烯醇，也可适量用于日化香精。